# Abhandlungen der Königlichen Böhmischen Gesellschaft der Wissenschaften
Abhandlungen der Königlichen Böhmischen Gesellschaft der Wissenschaften (abreviado Abh. Königl. Böhm. Ges. Wiss.) fue una revista ilustrada con descripciones botánicas. Se publicó desde 1804 hasta 1892.

## Publicaciones
- Serie n.º 3, vols. [1]-8, 1804-1824;
- Serie n.º 4, vols. 1-5, 1827-1837;
- Serie n.º 5, vols. 1-14, 1841-1875;
- Serie nº 6, vols. 1-12, 1868-1885;
- Serie n.º 7, vols. 1-4, 1886-1892